# Pavković Selo
 Pavković Selo  falu Horvátországban, Károlyváros megyében. Közigazgatásilag Krnjakhoz tartozik.

## Fekvése
Károlyvárostól 16 km-re délkeletre, községközpontjától  3 km-re északkeletre a Kordun területén, a Radonja jobb partján fekszik.

## Története
A településnek 1857-ben 44, 1910-ben 78 lakosa volt. Trianon előtt Modrus-Fiume vármegye Vojnići járásához tartozott. 2011-ben a falunak 56 lakosa volt.

## Lakosság
| Lakosság változása | Lakosság változása | Lakosság változása | Lakosság változása | Lakosság változása | Lakosság változása | Lakosság változása | Lakosság változása | Lakosság változása | Lakosság változása | Lakosság változása | Lakosság változása | Lakosság változása | Lakosság változása | Lakosság változása | Lakosság változása |
| ------------------ | ------------------ | ------------------ | ------------------ | ------------------ | ------------------ | ------------------ | ------------------ | ------------------ | ------------------ | ------------------ | ------------------ | ------------------ | ------------------ | ------------------ | ------------------ |
| 1857               | 1869               | 1880               | 1890               | 1900               | 1910               | 1921               | 1931               | 1948               | 1953               | 1961               | 1971               | 1981               | 1991               | 2001               | 2011               |
| 44                 | 56                 | 41                 | 49                 | 58                 | 78                 | 63                 | 92                 | 19                 | 84                 | 79                 | 66                 | 63                 | 62                 | 75                 | 56                 |